# Views of Ireland
Views of Ireland è un cortometraggio muto del 1913. Il nome del regista non viene riportato nei credit del film.

## Produzione
Il film, girato in Irlanda, fu prodotto dalla Vitagraph Company of America.

## Distribuzione
Distribuito dalla Vitagraph Company of America, il documentario - un breve cortometraggio di 75 metri - uscì nelle sale cinematografiche statunitensi il 20 febbraio 1913. Nelle proiezioni, veniva programmato con il sistema dello split reel, accorpato in un'unica bobina con un altro cortometraggio prodotto dalla Vitagraph, la commedia di Mr. Ford's Temper.